# Strażnica KOP „Zawale”

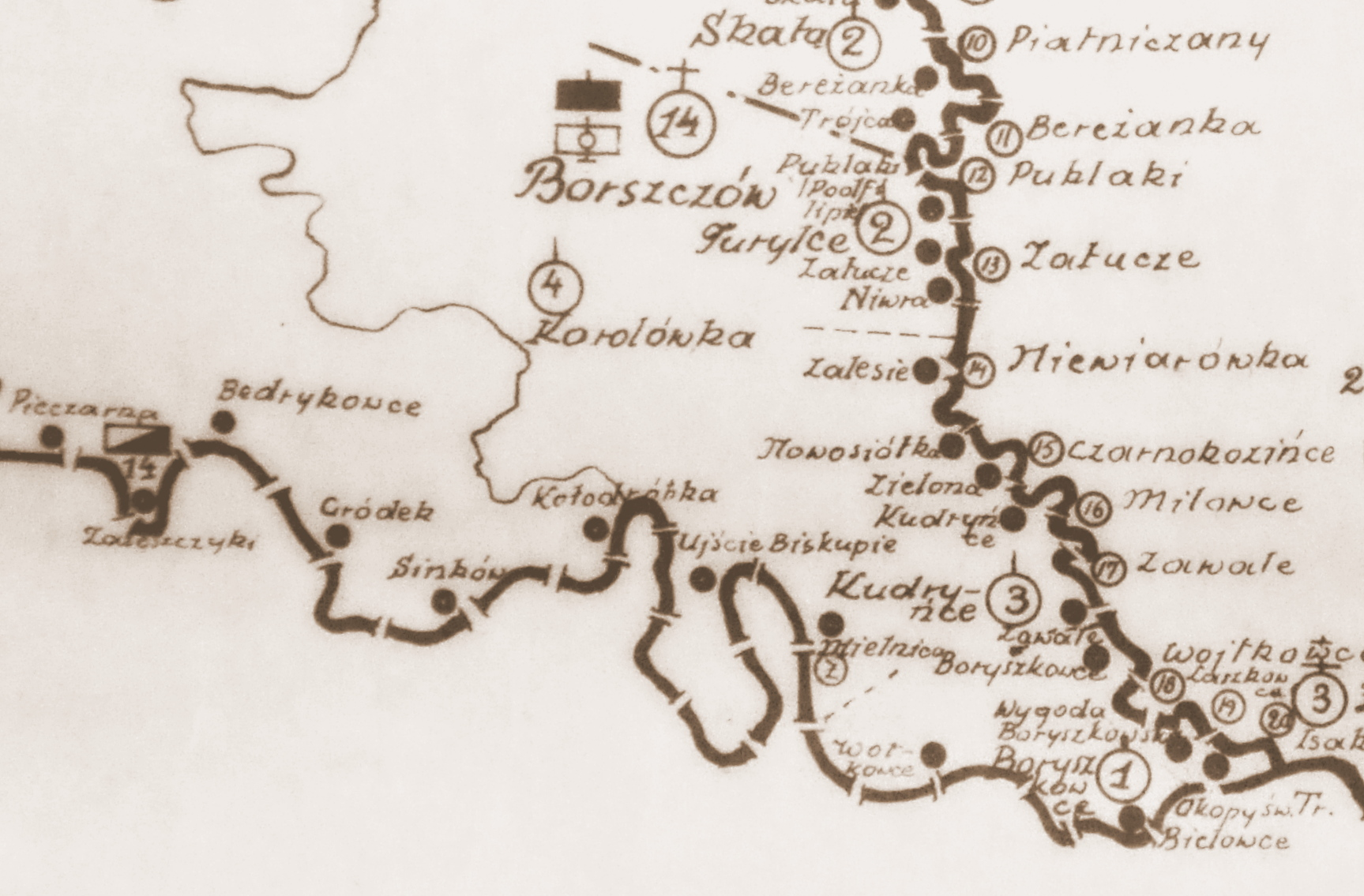
Rozmieszczenie batalionu KOP „Borszczów” w 1931

Strażnica KOP „Zawale” – zasadnicza jednostka organizacyjna Korpusu Ochrony Pogranicza pełniąca służbę ochronną na granicy polsko-sowieckiej.

## Formowanie i zmiany organizacyjne
W 1925 w składzie 4 Brygady Ochrony Pogranicza, został sformowany 14 batalion graniczny. W 1928 w skład batalionu wchodziło 12 strażnic. W 1928 i 1929 w strukturze organizacyjnej 3 kompanii granicznej KOP „Kudryńce” funkcjonowała strażnica KOP „Paniowce”. W komunikacie dyslokacyjnym z 1932 nie występuje. W jej miejsce pojawia się strażnica KOP „Zawale” . Strażnica liczyła około 18 żołnierzy i rozmieszczona była przy linii granicznej z zadaniem bezpośredniej ochrony granicy państwowej.
W 1932 obsada strażnicy zakwaterowana była w budynku KOP. Strażnicę z macierzystą kompanią łączyła droga polna długości 5 km.

## Służba graniczna
Podstawową jednostką taktyczną Korpusu Ochrony Pogranicza przeznaczoną do pełnienia służby ochronnej był batalion graniczny. Odcinek batalionu dzielił się na pododcinki kompanii, a te z kolei na pododcinki strażnic, które były „zasadniczymi jednostkami pełniącymi służbę ochronną”, w sile półplutonu. Służba ochronna pełniona była systemem zmiennym, polegającym na stałym patrolowaniu strefy nadgranicznej, wystawianiu posterunków alarmowych, obserwacyjnych i kontrolnych stałych, patrolowaniu i organizowaniu zasadzek w miejscach rozpoznanych jako niebezpieczne, kontrolowaniu dokumentów i zatrzymywaniu osób podejrzanych, a także utrzymywaniu ścisłej łączności między oddziałami i władzami administracyjnymi.
Strażnica KOP „Zawale” w 1932 ochraniała pododcinek granicy państwowej szerokości 7 kilometrów 800 metrów od słupa granicznego nr 2245 do 2257, a w 1938 pododcinek szerokości 9 kilometrów 500 metrów od słupa granicznego nr 2246 do 2260.
Sąsiednie strażnice:
- strażnica KOP „Kudryńce” ⇔ strażnica KOP „Boryszkowce” – 1931[5] , 1932[12], 1934[6], 1938[7]